# 더 위버스

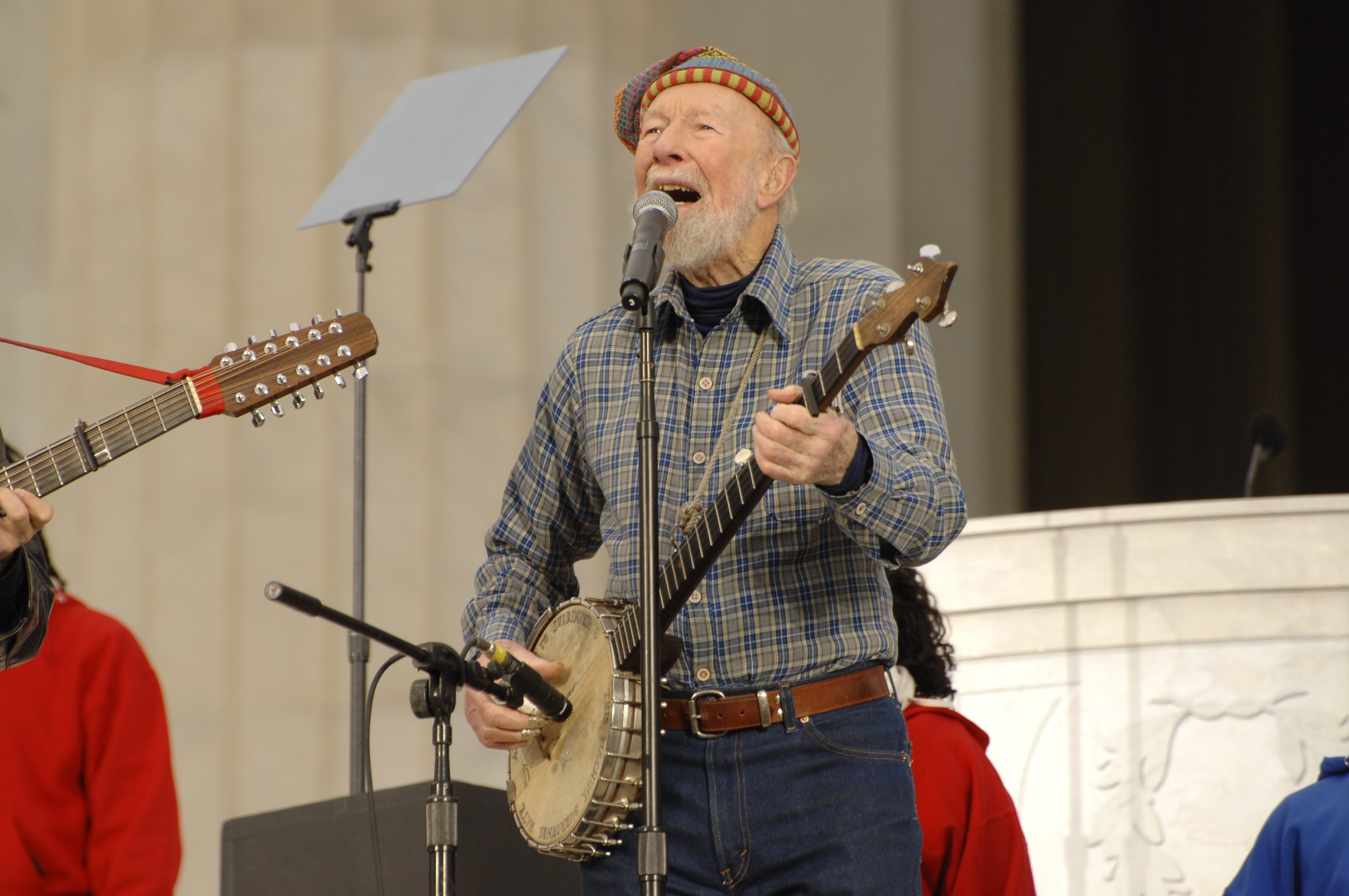
Pete Seeger 2009

더 위버스(The Weavers)는 뉴욕시 그리니치빌리지에 근간을 이루는 미국의 포크송 사중창단이다. 피트 시거, 리 헤이즈, 프레드 헬러먼(이상은 남성), 로니 길버트 등에 의하여 만들어졌으며, 다음 해에 정식으로 발족, 1950년에 <굿나잇 아이린>의 히트로 유명해졌다. 매커디 선풍의 영향으로 한때 활동이 정체되었으나 1955년 말에 재기, 포크 리바이벌의 계기를 만들었다. 1958년에 시거가 탈퇴하고, 그 후임자는 에릭 달링으로부터 프랭크 해밀턴, 버니 크라우즈로 바뀌어 1963년에 해산하였다. 창법은 매우 소박하고 자연스러우나 높은 휴머니즘의 정신이 사람에게 깊은 감명을 주어 왔다.

## 같이 보기
- 킹스턴 트리오
- 적색공포